# Dunedin (Floride)
Pour les articles homonymes, voir Dunedin (homonymie).
Dunedin est une ville américaine située dans le comté de Pinellas, dans l'État de Floride. Son nom a pour origine l'expression Dùn Èideann, nom gaélique d'Édimbourg, capitale de l'Écosse. La ville compte 35 321 habitants selon le recensement américain de 2010.

## Histoire
La ville a été fondée par des familles écossaises au XIXe siècle.

## Démographie
| 1900 | 1910 | 1920 | 1930  | 1940  | 1950  |
| ---- | ---- | ---- | ----- | ----- | ----- |
| 113  | 256  | 642  | 1 435 | 1 758 | 3 202 |

| 1960  | 1970   | 1980   | 1990   | 2000   | 2010   |
| ----- | ------ | ------ | ------ | ------ | ------ |
| 8 444 | 17 639 | 30 203 | 34 012 | 35 691 | 35 321 |

## Sport
Son stade de baseball, le Florida Auto Exchange Stadium (en), a une capacité de 5 500 places et est le stade des entraînements de printemps des Blue Jays de Toronto. Il est également le domicile des Blue Jays de Dunedin (en).

## Personnalités liées à la ville
- Sydney Pickrem, nageuse